# لم (ریاضیات)
در ریاضیات، لِم (به انگلیسی: lemma) یا برهان کمکی به قضیه‌ای گفته می‌شود که به عنوان وسیله‌ای برای اثبات برهانی دیگر استفاده شود. لم یک «قضیه جزئی اثبات‌شده» است که به عنوان گام مبنای یک نتیجه بزرگتر استفاده می‌شود.